# Peissant
Peissant is een dorp in de Belgische provincie Henegouwen, en een deelgemeente van de Waalse gemeente Estinnes.
Peissant was een zelfstandige gemeente, tot die bij de gemeentelijke herindeling van 1977 deel werd van de gemeente Estinnes.
De naam Peissant betekent trouwens Gras eten (Pescentum in het Gallo-Romeins).

## Demografische ontwikkeling
- Bronnen:NIS, Opm:1831 tot en met 1970=volkstellingen, 1976= inwoneraantal op 31 december

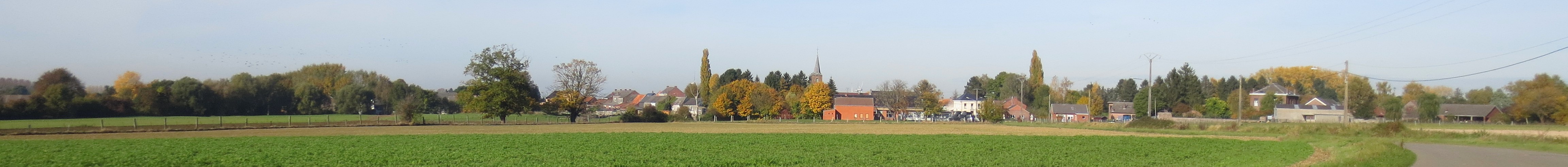
Peissant

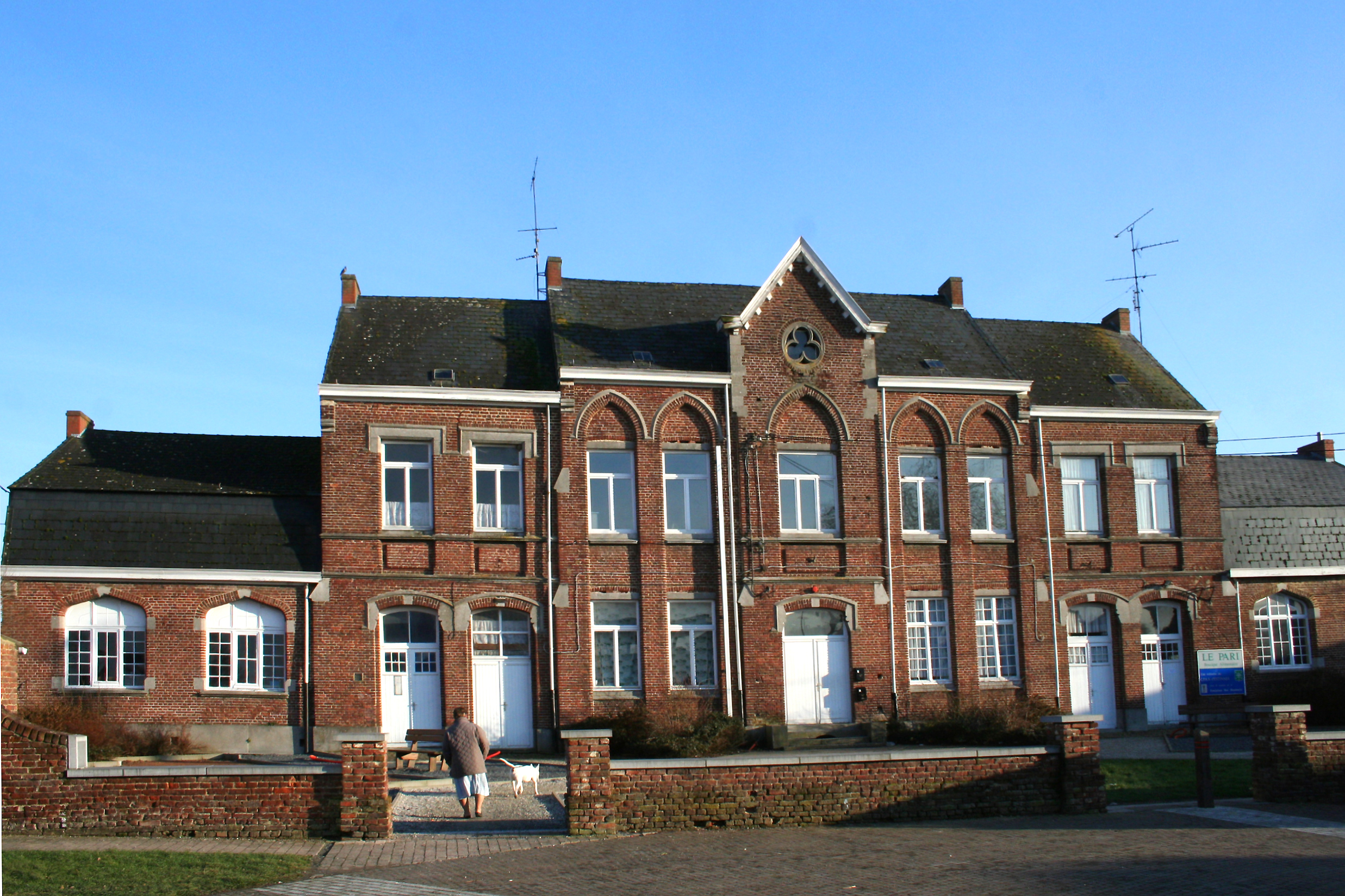
Gemeentehuis
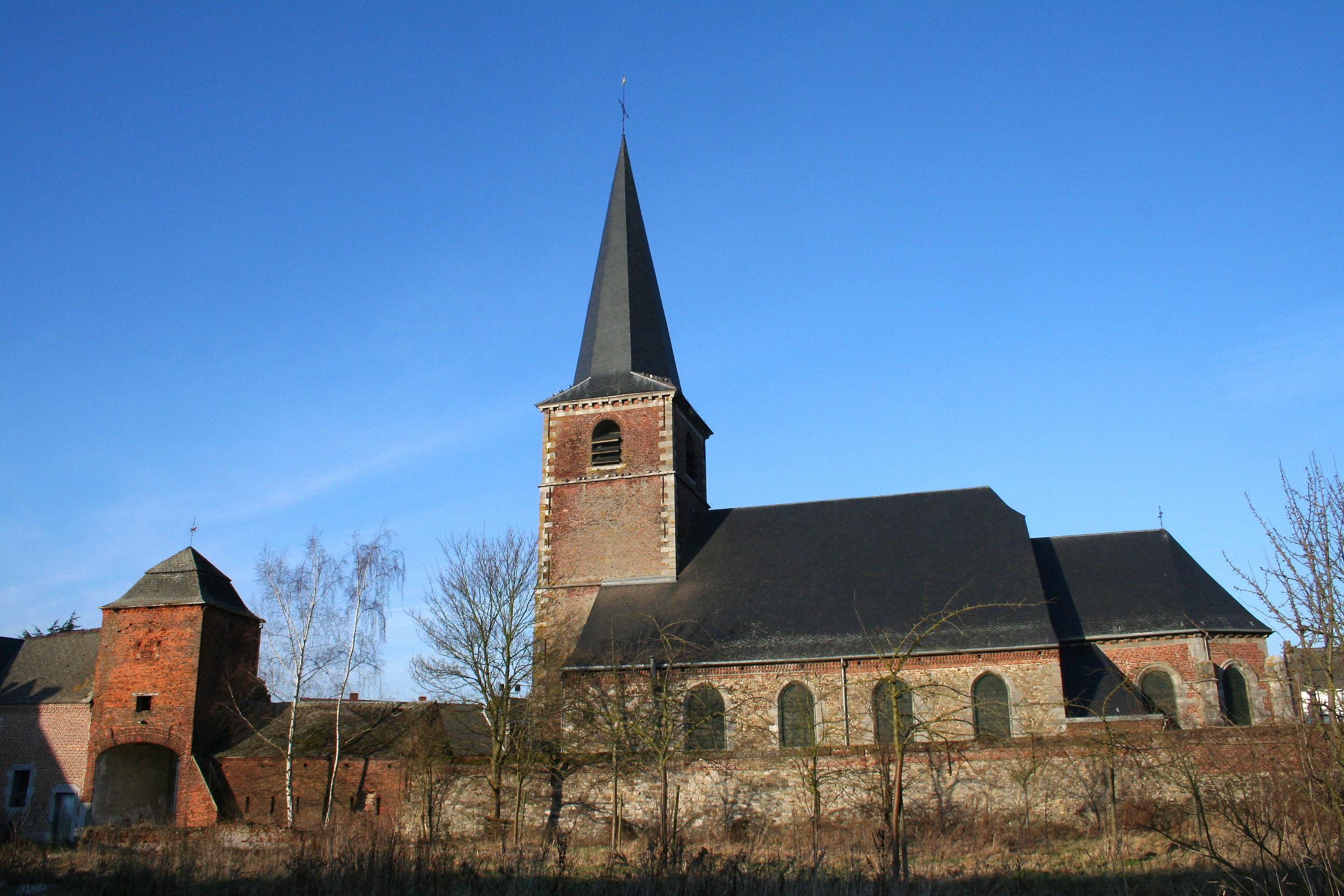
Kerk in Peissant
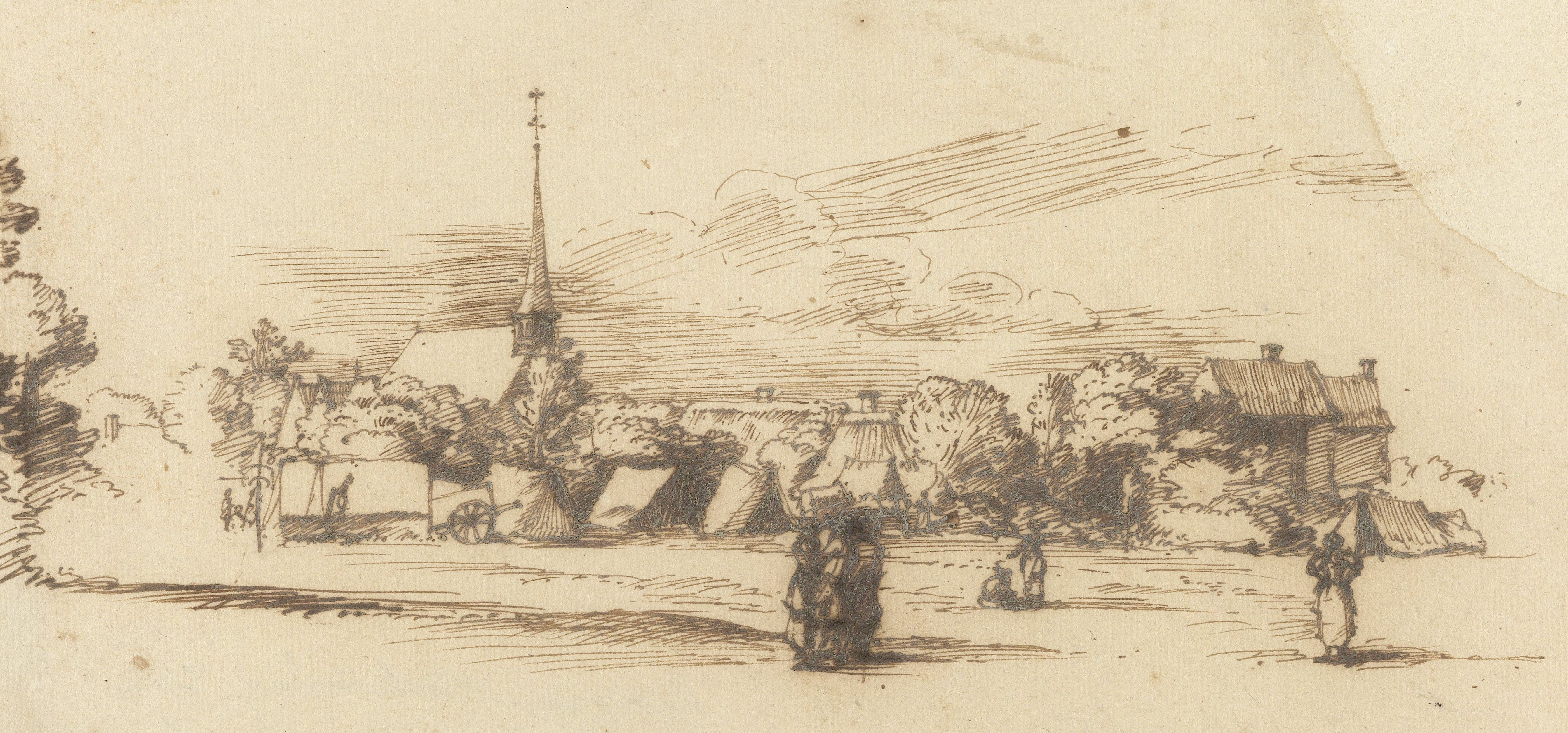
Zicht uit 1677

## Bezienswaardigheden
- De Église Saint-Martin